# Gradius V
Gradius V är ett shoot 'em up-spel utgivet 2004 av Konami till Playstation 2. Spelet utvecklades av Treasure, som tidigare arbetat med titlar som Radiant Silvergun och Ikaruga, och G.rev.

## Handling
Spelaren styr en Vic Viper-farkost i kampen mot det onda Bacterian-imperiet.

### Fotnoter
1. ↑  ”Gradius V” (på engelska). Mobygames. 14 mars 2004. http://www.mobygames.com/game/ps2/gradius-v. Läst 28 maj 2014.